# Расы вселенной «Звёздный путь»
Вселенная «Звёздный путь» (англ. Star Trek) населена большим многообразием рас. Самые известные из них: андорианцы, борг, вулканцы, клингоны, кардассианцы, ромулане и земляне. Земляне являются одними из основателей Федерации наряду с вулканцами, андорианцами и телларитами.
Вулканцы — первые инопланетяне, вступившие в контакт с людьми. Поводом для первого контакта был первый варп-полёт человечества, осуществлённый на корабле «Феникс», построенном доктором Кохрейном и его помощницей Лили Слоун на базе межконтинентальной баллистической ракеты дальнего радиуса действия «Титан II». Пилотом экспериментального звездолёта, первая ступень которого была на углеводородном топливе, был сам доктор Кохрейн. Преодолев скорость света, Кохрейн тем самым привлёк внимание вулканцев.
Вулканцы — цивилизация гуманоидов, известная своей развитой логикой и отказом от эмоций. Многие вулканцы обладают ограниченными телепатическими способностями.
Одним из наиболее известных вулканцев является коммандер Спок из «Оригинального сериала». Под командованием капитана «Энтерпрайза» — Джеймса Тиберия Кирка — коммандер Спок служил на «Энтерпрайзе» одновременно в двух должностях: как первый офицер (старпом) и как офицер по науке.